# Xylopia vallotii
Xylopia vallotii är en kirimojaväxtart som beskrevs av Arthur Wallis Exell, John Hutchinson och Dalziell. Xylopia vallotii ingår i släktet Xylopia och familjen kirimojaväxter. Inga underarter finns listade i Catalogue of Life.